# No Rain
No Rain is de tweede single van het album Blind Melon van de gelijknamige band. De single is op 22 september 1992 uitgebracht als opvolger van hun debuutsingle Tones of Home.

## Achtergrond
In de muziekvideo, geproduceerd door Samuel Bayer, speelt de actrice Heather DeLoach als Bee Girl een centrale rol. De clip wordt veel op televisie uitgezonden, hetgeen mede helpt tot noteringen aan diverse hitlijsten. Zo bereikt het in de Amerikaanse Billboard Hot 100 de 20e plaats, in de Nederlandse Top 40 de 26e plaats en in de Vlaamse Ultratop 50 de 31e plaats.

## Tracklist
De originele single bestaat uit de volgende nummers:
1. "No Rain" - 3:37
2. "No Rain (Live)" - 4:07
3. "Drive (Live)" - 4:40
4. "Soak The Sin (Live)" - 5:30

## NPO Radio 2 Top 2000
| Nummer met noteringen in de NPO Radio 2 Top 2000 | '14  | '15  | '16  | '17  | '18  | '19  | '20  | '21  |
| ------------------------------------------------ | ---- | ---- | ---- | ---- | ---- | ---- | ---- | ---- |
| No Rain                                          | 1580 | 1806 | 1448 | 1434 | 1814 | 1994 | 1964 | 1982 |

1. ↑  Een vetgedrukt getal geeft de hoogste notering aan.
2. ↑  2014 was het eerste jaar met een notering voor dit nummer.
3. ↑  Deze tabel is bijgewerkt tot en met de laatste editie (2024).